# Vezenje Ercigoj
Vezenje Ercigoj je podjetje iz Ljubljane, Slovenija, ki se ukvarja z vezenjem umetniških slik velikega formata, vezenih fotografij, praporov in drugih vezenin.

## Zgodovina
Podjetje obstaja že od leta 1923, ko ga je pod imenom 'Naša Sloga' ustanovil Anton Mrkun, izpostavo pa je imelo v Zagrebu in Ljubljani. Podjetje se je takrat ukvarjalo predvsem z izdelavo in prodajo cerkvenih okrasnih izdelkov, kot so kelihi, lestenci in podobno. Izdelovali so tudi vezene prapore in bandere.
V 30tih letih dvajsetega stoletja je podjetje prevzela nečakinja Antona Mrkuna, Marija Ercigoj z možem Otonom Ercigojem. Podjetje se je moderniziralo z ročno vodenimi stroji za vezenje.
Po drugi svetovni vojni se je podjetje preimenovalo v 'Ercigoj vezenje' in se začelo ukvarjati izključno z vezenjem praporov in našitkov, v tistem obdobju pa je postalo tudi vodilno podjetje na področju vezenih praporov, saj so samo med letoma 1945 in 1980 izdelali več kot 3000 praporov.
V 80tih letih dvajsetega stoletja se je podjetje začelo modernizirati z računalniško vodenimi stroji za vezenje.
Danes podjetje izdeluje vezene prapore z dodatno opremo, cerkvene vezenine, protokolarne vezenine ter našitke in vezenje na oblačila.
Podjetje je izdelalo tudi lasten stroj za vezenje v sodelovanju s podjetjem PS d.o.o.
Po letu 2000 je podjetje intenzivno razvijalo tehnologije vezenja za namene izdelave vezenih umetniških slik velikih formatov. Poleti 2013 so javnosti in medijem predstavili projekta Ercigoj Art in eStitch, ki združujeta slikarsko in fotografsko umetnost z vezenjem.

## Usmeritev podjetja
Podjetje se je specializiralo za vezenje svečanih praporov in drugih unikatnih vezenin. V vezenju združujejo tradicionalne tehnike ročno vodenega verižnega vboda in najmodernejše tehnologije računalniško vodenih strojev za vezenje. Podjetje tudi razvija lastne tehnološke rešitve, prilagojene za posebne naloge.
Razvili so lastno spletno trgovino za unikatne vezene fotografije, estitch.com, ki strankam omogoča oblikovanje vezenja iz fotografij in naročanje vezenih fotografij za stenski okras.
Trenutno podjetje izdeluje umetniške vezene slike v sklopu projekta Ercigoj Art, ter vezene fotografije v sodelovanju s priznanimi fotografi, kot je Steve McCurry.

## Sodelovanja in reference
Podjetje izdeluje vezenine za gasilska društva, lovske družine, godbe in pihalne orkestre, veteranska društva, slovensko vojsko in policijo, občine, kulturna društva, upokojenska društva in vrsto drugih. Izdelali so prapor za Slovensko izseljensko društvo v mestu Eysden v Belgiji ter prapor Gasilske zveze Slovenije, leta 2008 pa prapor za združenje Kolping.
Na področju umetnosti podjetje sodeluje z več znanimi slovenskimi slikarji in gledališkimi umetniki, kot so akad. slikar Matej Metlikovič, ki je oblikoval vezene paramente za kapelo ob baziliki Marije Pomagaj na Brezjah, Dragan Živadinov.
V okviru projekta Ercigoj Art podjetje sodeluje s slovenskimi slikarji: Vladimir Leben, Silvester Plotajs - Sicoe, Uroš Weinberger, Aleksij Kobal, Boštjan Plesničar, Mitja Ficko.
21. julija 2015 je podjetje skupaj s slikarjem Vladimirjem Lebnom odprlo umetniško razstavo v Galeriji Kresija v Ljubljani. Predstavili so vezeni umetniški projekt "Pasje življenje", ki ga sestavlja triptih vezenih slik velikega formata ter vezena klop.
Podjetje sodeluje z ameriškim fotografom Stevom McCurryjem, sodelovanje pa obsega izdelavo in prodajo omejene naklade znanih McCurryjevih fotografij. Drugi fotografi, ki so sodelovali s podjetjem pri projektu vezenih fotografij, so Klavdij Sluban, Aleš Bravničar, Borut Peterlin, Diana Lui, Chris DeBode, Zvone Šeruga, Arne Hodalič, Borut Furlan in Sašo Kos.
Podjetje je sodelovalo na festivalu fotografije Fotopub 2012, kjer je zmagovalki natečaja 'Fotopob/Fotopupa' podarilo nagrado: vezeno fotografijo z njenim motivom.
V sodelovanju s slovenskim fotografom Alešem Bravničarjem je podjetje izdelalo dve vezeni fotografiji, ki sta bili objavljeni v reviji Playboy Slovenija. Uredništvo revije je eno od vezenih fotografij poslalo kot darilo ustanovitelju revije Playboy, Hughu Hefnerju.
Podjetje je v sodelovanju s tednikom Družina podarilo vezeno bandero za Cerkev Sv. treh Kraljev na Oblokah.
Tehnološko je podjetje povezano z največjimi podjetji na področju vezenja in robotike: Tajima, ZSK, PS d.o.o.